# Fausto Bonelli
Fausto Bonelli (Novara, 13 aprile 1921 – Novara, 3 dicembre 2016) è stato un calciatore italiano, di ruolo centrocampista.

## Carriera
Giocò con lo Sparta Novara dal 1941 al 1945. Si trasferì nel 1946 alla Pro Patria, con cui giocò per due stagioni in Serie A. Nel 1949 si trasferì al Mortara, in cui militò fino al 1951.

## Statistiche

### Presenze e reti nei club
| Stagione             | Squadra              | Campionato           | Campionato | Campionato | Totale   | Totale |
| Stagione             | Squadra              | Campionato           | Presenze   | Reti       | Presenze | Reti   |
| -------------------- | -------------------- | -------------------- | ---------- | ---------- | -------- | ------ |
| 1941-1942            | Sparta Novara        | C                    | ?          | ?          | ?        | ?      |
| 1942-1943            | Sparta Novara        | C                    | ?          | ?          | ?        | ?      |
| 1943-1944            | Sparta Novara        | -                    | -          | -          | -        | -      |
| 1944-1945            | Sparta Novara        | -                    | -          | -          | -        | -      |
| Totale Sparta Novara | Totale Sparta Novara | Totale Sparta Novara | ?          | ?          | ?        | ?      |
| 1945-1946            | Pro Patria           | B-C                  | ?          | ?          | ?        | ?      |
| 1946-1947            | Pro Patria           | B                    | 4          | 2          | 4        | 2      |
| 1947-1948            | Pro Patria           | A                    | 14         | 2          | 14       | 2      |
| 1948-1949            | Pro Patria           | A                    | 4          | 0          | 4        | 0      |
| Totale Pro Patria    | Totale Pro Patria    | Totale Pro Patria    | 22+        | 4+         | 22+      | 4+     |
| 1949-1950            | Mortara              | C                    | 34         | 6          | 34       | 6      |
| 1950-1951            | Mortara              | C                    | 32         | 6          | 32       | 6      |
| Totale Mortara       | Totale Mortara       | Totale Mortara       | 66         | 12         | 66       | 12     |
| Totale carriera      | Totale carriera      | Totale carriera      | 88+        | 20+        | 88+      | 20+    |